# Harpalus stupidus
Harpalus stupidus är en skalbaggsart som beskrevs av Leconte. Harpalus stupidus ingår i släktet Harpalus och familjen jordlöpare. Inga underarter finns listade i Catalogue of Life.